# Route nationale 57 (France)
Pour les articles homonymes, voir Route nationale 57.
La route nationale 57, RN 57 ou N57 (parfois surnommée « Voie rapide » par ses usagers) est une route nationale française reliant Metz à Vallorbe en Suisse.
Autrefois cette route s'arrêtait à Besançon. Le tronçon de Besançon à la frontière franco-suisse a été ajouté plus tard, à la suite des restructurations des années 1970.
Voir le tracé de la RN57 sur GoogleMaps

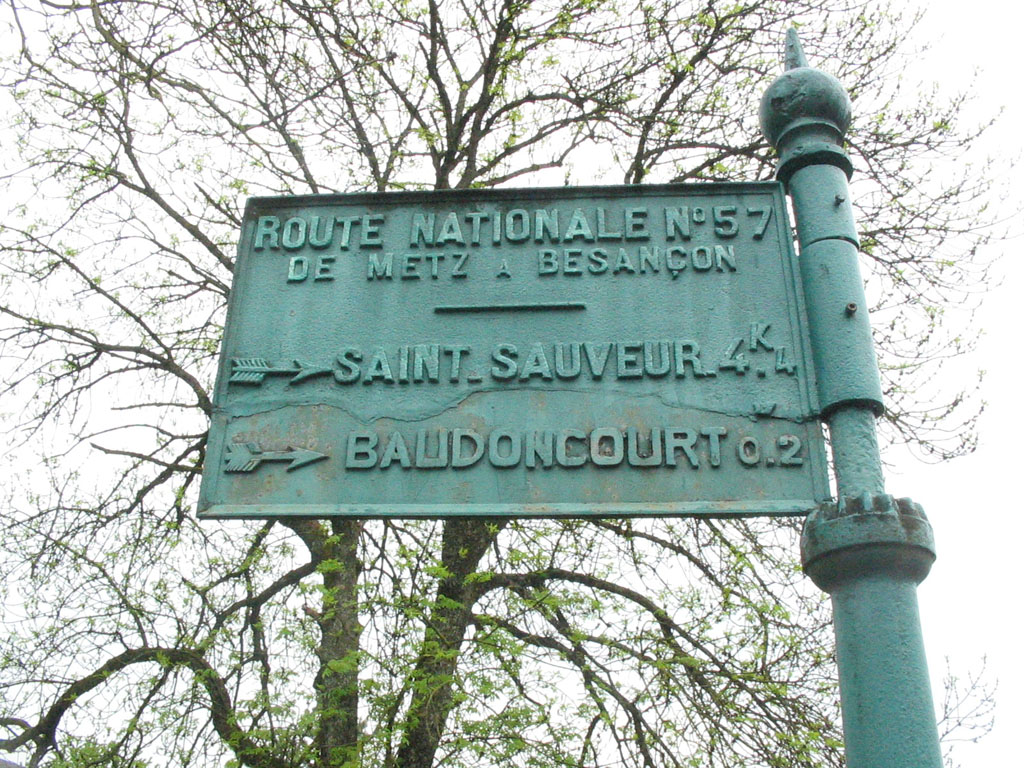
Panneau du XIXe siècle à Baudoncourt sur l'ancien tracé

La loi n° 2022-217 du 21 février 2022 prévoit le transfert des routes nationales aux collectivités volontaires. La nationale 57 devait être transférée au 1er janvier 2024 au Département de la Haute-Saône sur son territoire. La N57 reste au sein du réseau routier national entre Flavigny-sur-Moselle et Le Val-d'Ajol ainsi qu'entre Devecey et la frontière franco-suisse. Mais lors de sa session du 21 décembre 2023, le Conseil Départemental de la Haute-Saône a décidé de refuser ce transfert. La RN57, dans sa partie haut-saônoise, demeure aussi au sein du réseau routier national.

## Description du tracé

### De Metz à Nancy
Depuis 2006 ce tronçon, doublé par l'A31, est déclassé en route départementale 657 (RD 657) en Moselle et Meurthe-et-Moselle.
- Metz (0 km)
- Montigny-lès-Metz
- Moulins-lès-Metz
- Jouy-aux-Arches
- Corny-sur-Moselle
- Vittonville
- Champey-sur-Moselle
- Pont-à-Mousson (28 km)
- Blénod-lès-Pont-à-Mousson
- Dieulouard
- Belleville
- Marbache
- Pompey (48 km)
- Frouard (50 km)
- Champigneulles (51 km)
- Maxéville (54 km)
- Nancy (58 km)

### De Nancy à Épinal
La RN 57 est en 2×2 voies (voir infra). Au fur et à mesure des ouvertures de sections en voie express, l'ancien tracé est déclassé en RD 570 en Meurthe-et-Moselle et en RD 157 dans les Vosges.
- Vandœuvre-lès-Nancy
- Houdemont
- Ludres
- Richardménil
- Flavigny-sur-Moselle
- Crévéchamps
- Neuviller-sur-Moselle
- Roville-devant-Bayon
- Mangonville
- Bainville-aux-Miroirs
- Gripport
- Socourt
- Charmes (99 km)
- Vincey
- Nomexy
- Igney
- Thaon-les-Vosges
- Chavelot
- Golbey
- Épinal (127 km)

### D'Épinal à Plombières-les-Bains
C'est en 1887 que des cartes attestent le tracé de la route nationale 57 via :
- Arches (135 km)
- Remiremont (149 km)
- Plombières-les-Bains (162 km)

Mais des cartes antérieures attribuent à la route nationale 66 le tronçon jusqu'à Remiremont. La route nationale 57 passait alors par Xertigny par les actuelles routes D434, D3 et D63 ; le tronçon de Remiremont à Plombières-les-Bains donna lieu à la création d'une route nationale 57bis possédant en plus un tronçon de Plombières à Saint-Loup-sur-Semouse, ce dernier tronçon déclassé en D157bis depuis les années 1970.

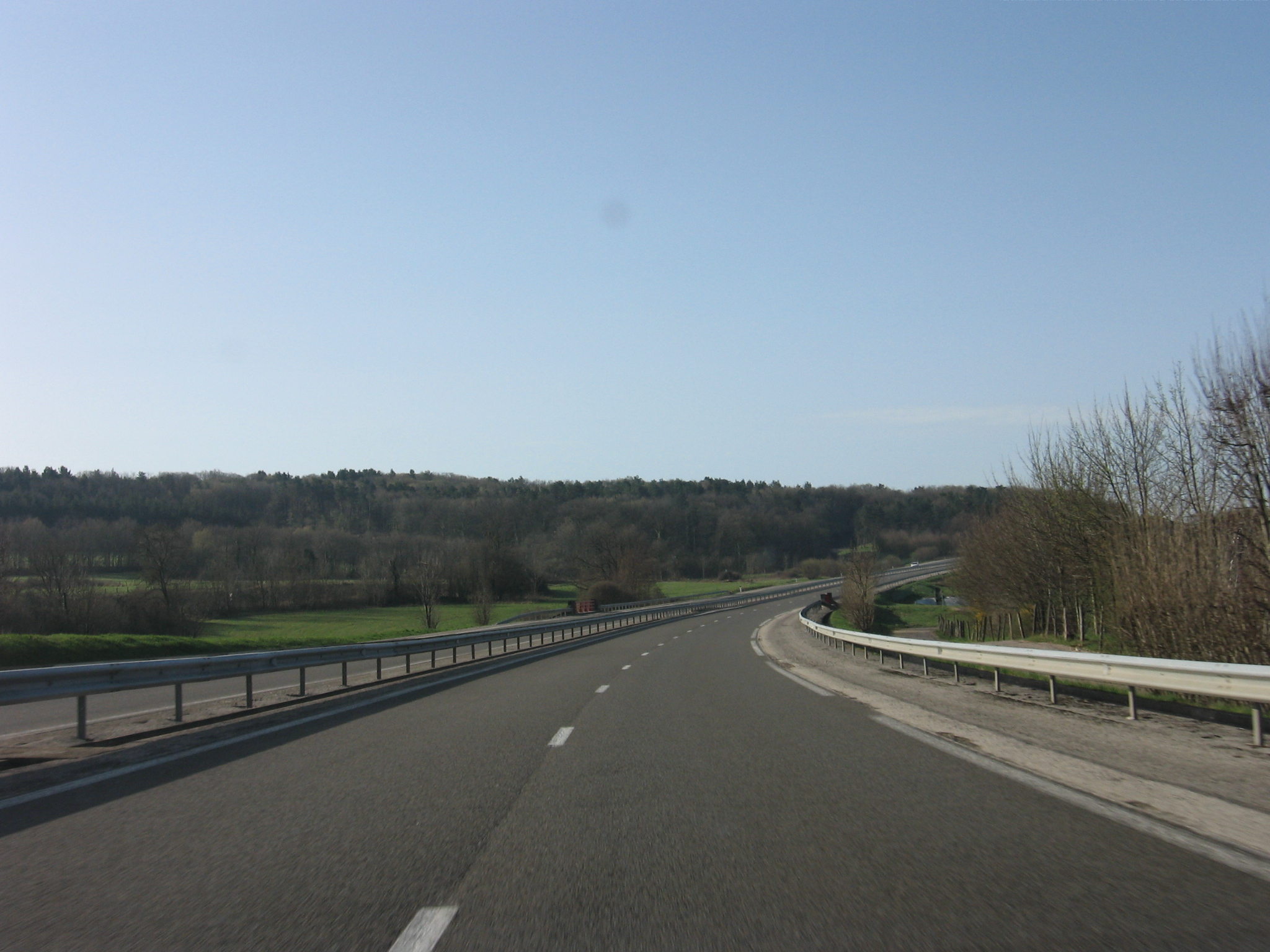
La N57 à Vesoul

### De Plombières à Besançon
- Fougerolles
- Luxeuil-les-Bains (180 km)
- Saint-Sauveur
- Saulx (199 km)
- Comberjon
- Vesoul (213 km)
- Échenoz-la-Méline
- Vellefaux
- Rioz
- Voray-sur-l'Ognon
- École-Valentin
- Besançon (261 km)

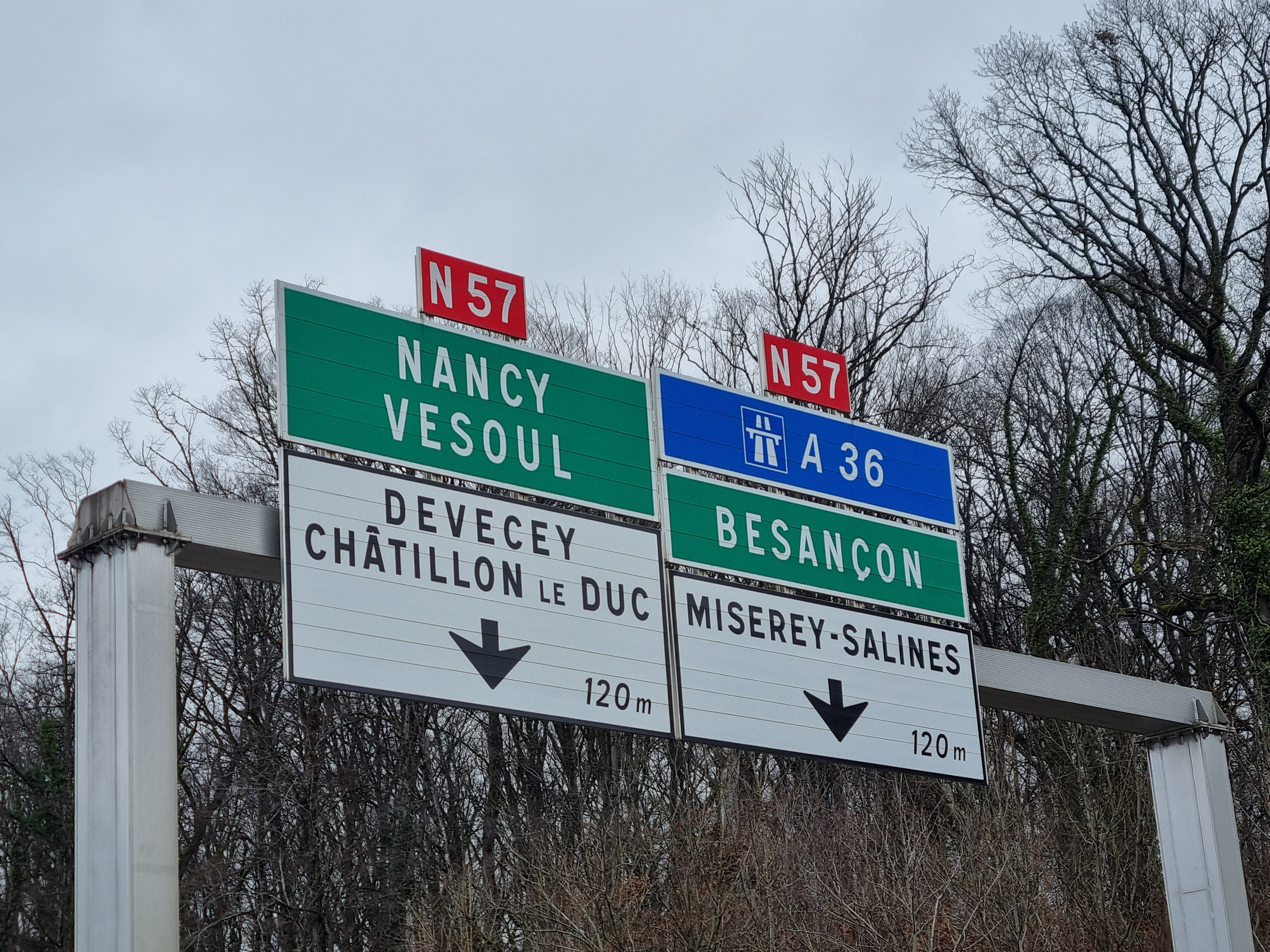
Panneau de signalisation vers Cayenne (Doubs), au nord de Besançon

La route passait au départ par Baudoncourt à la sortie de Luxeuil jusqu'à l'après-guerre, date à laquelle la construction de la base aérienne 116 en plein sur le tracé la fit dévier (voir illustration).
Après plusieurs accidents mortels en quelques années sur la RN 57 à la hauteur de Fougerolles, sur une des rares portions non aménagées à deux fois deux voies, les élus locaux demandent en 2016 un contrôle renforcé de la vitesse et la réalisation des travaux de doublement de la chaussée.

### De Besançon à Vallorbe

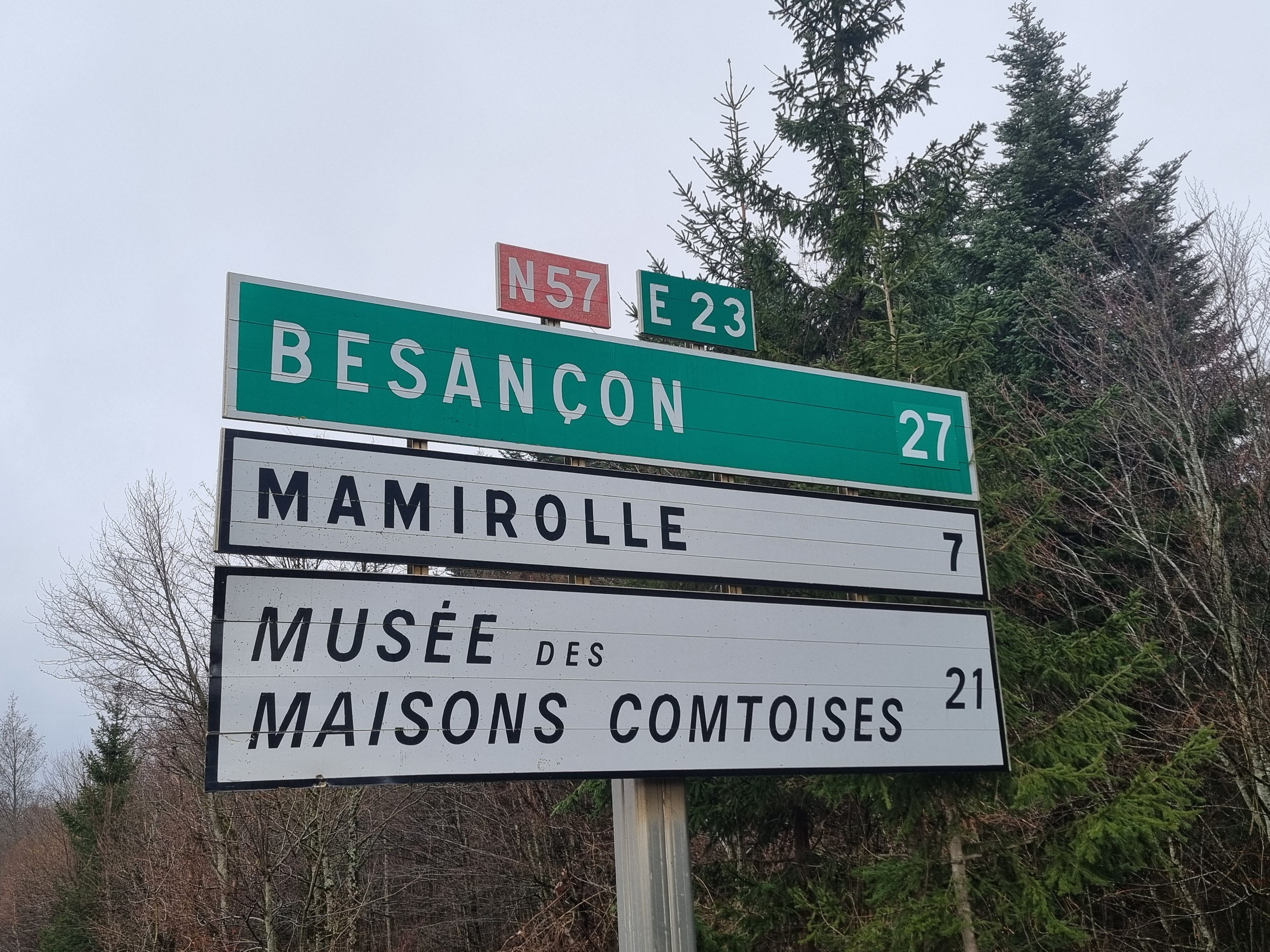
Panneau de signalisation vers L'Hôpital-du-Grosbois, entre Pontarlier et Besançon.

#### De Besançon à Étalans
Jusqu'à Saône, la route reprend le tracé de l'ancienne route nationale 67.
Puis, elle reprend une route qui n'a été classée nationale que dans les années 1930 sous le numéro 461, en traversant :

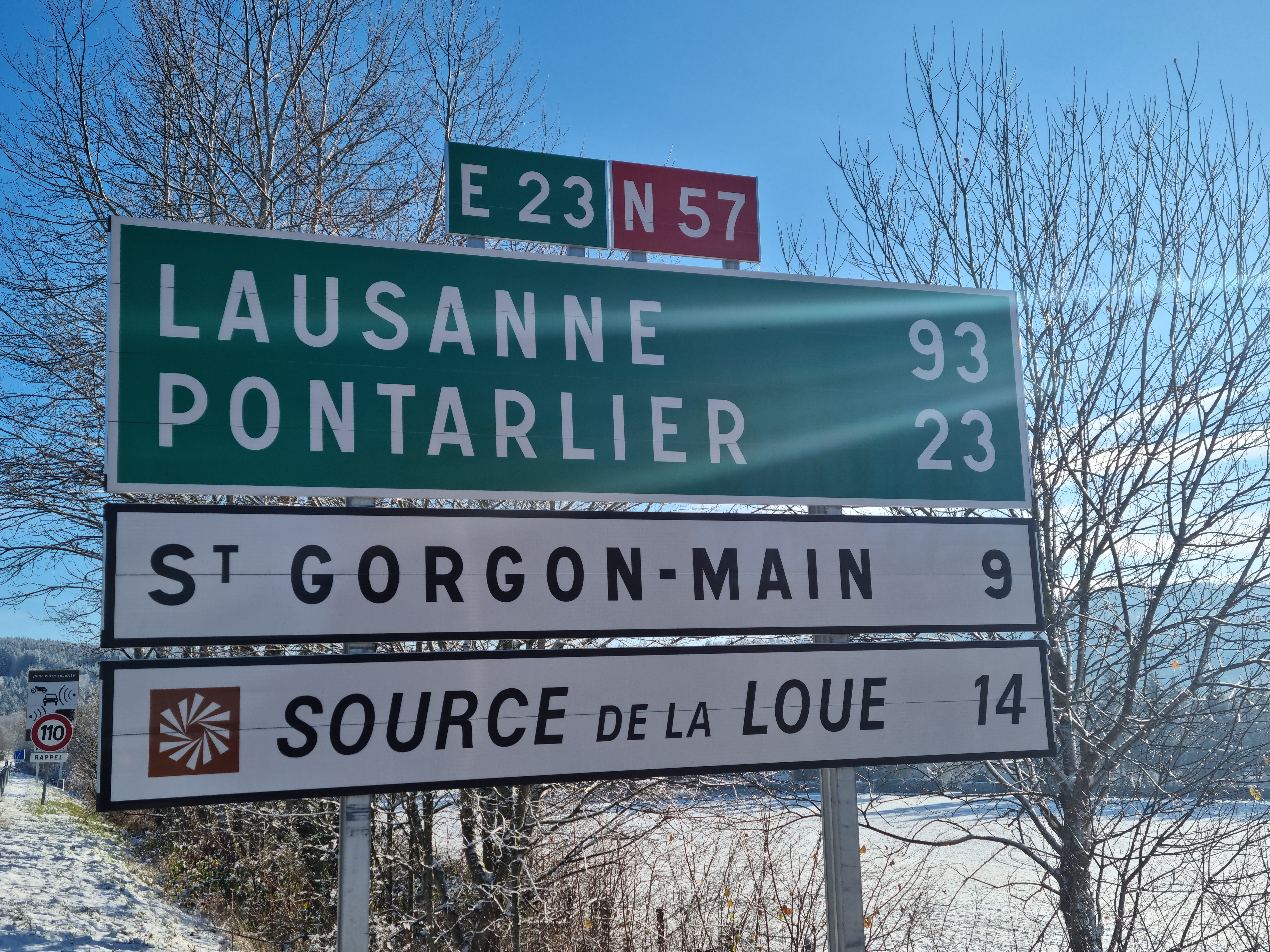
Panneau de signalisation vers Nods, entre Besançon et Pontarlier

- Saône (272 km)
- Mamirolle (276 km)
- L'Hôpital-du-Grosbois (281 km)
- Étalans (286 km)

#### D'Étalans à Saint-Gorgon
Le tracé correspond à une route qui n'a été classée nationale que dans les années 1930 sous le numéro 462. Les communes traversées sont :
- Fallerans (289 km)
- Nods (294 km)
- Aubonne (302 km)
- Saint-Gorgon-Main (304 km)

#### De Saint-Gorgon à la Suisse
Le tracé reprend l'ancienne route nationale 67. Il traverse les communes de :
- Ouhans  (306 km)
- Goux-les-Usiers  (311 km)
- Vuillecin  (316 km)
- Pontarlier (320 km)
- La Cluse-et-Mijoux  (325 km)
- Les Hôpitaux-Neufs (336 km)
- Jougne (338 km)

La route nationale 57 atteint la frontière suisse et se prolonge par la route principale 9 en passant par Vallorbe. L'A9, qui débute par une semi-autoroute, arrive à quelques centaines de mètres de la frontière à Vallorbe.

## La voie express
La nationale 57 est en 2x2 voies dans le prolongement de l'Autoroute française A330 au sud de Nancy. Voici la liste des échangeurs de la nationale 57 dans le sens Nord/Sud, classés par département :

### En Meurthe-et-Moselle

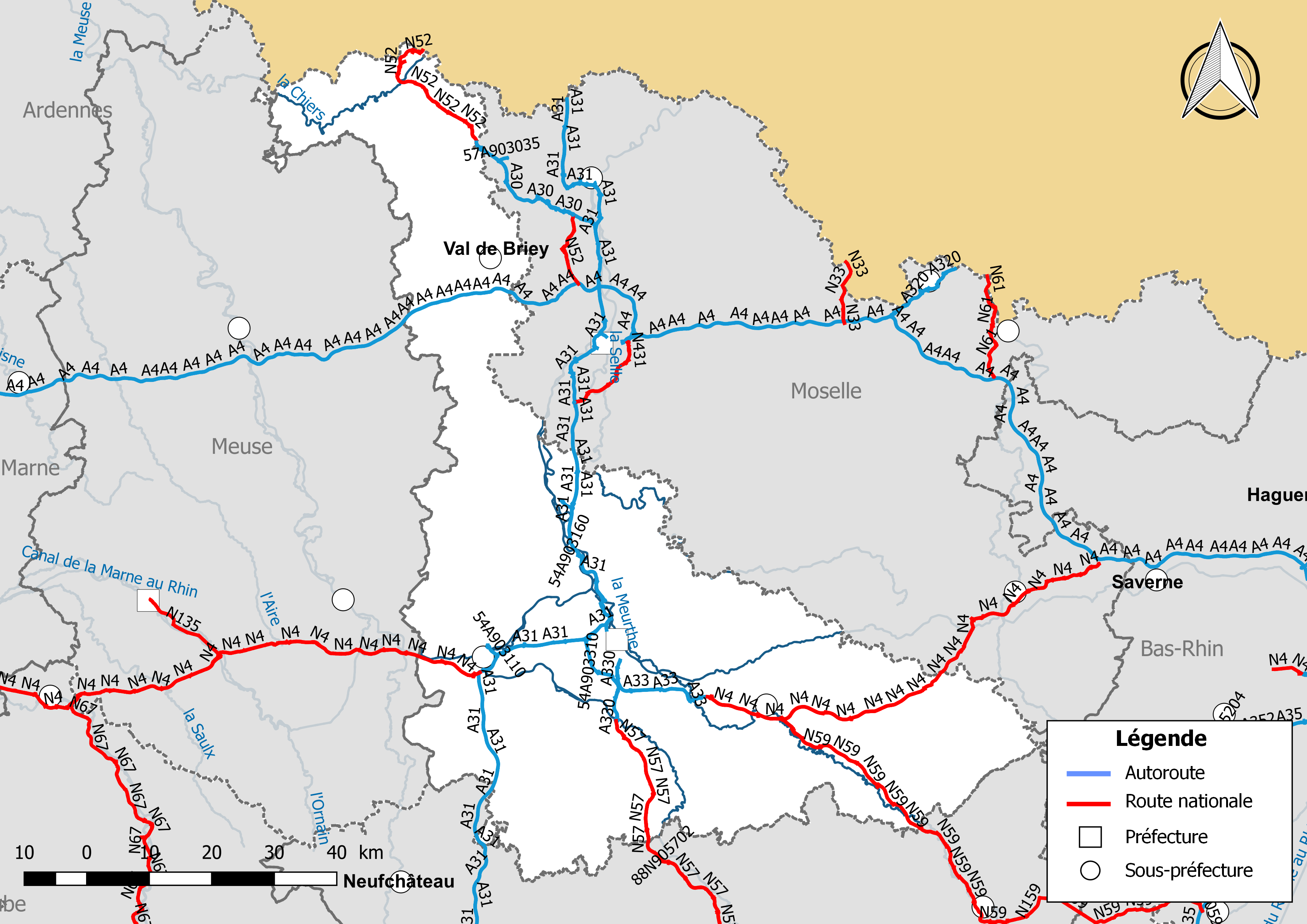
Routes nationales et autoroutes en Meurthe-et-Moselle. La RN57 suit un axe nord-sud

- D913 - Vézelise - Colline de Sion (échangeur partiel, sens Nord/Sud)
  -  Aire de repos de Crantenoy (sens  Nord/Sud)
- D9 - Bayon - Haroué - Luneville
  -  Aire de repos du Bois du Ménil (sens  Sud/Nord)
- D904 - Gripport - Vézelise - Colline de Sion

### Dans les Vosges
- D55 - Mirecourt - Charmes

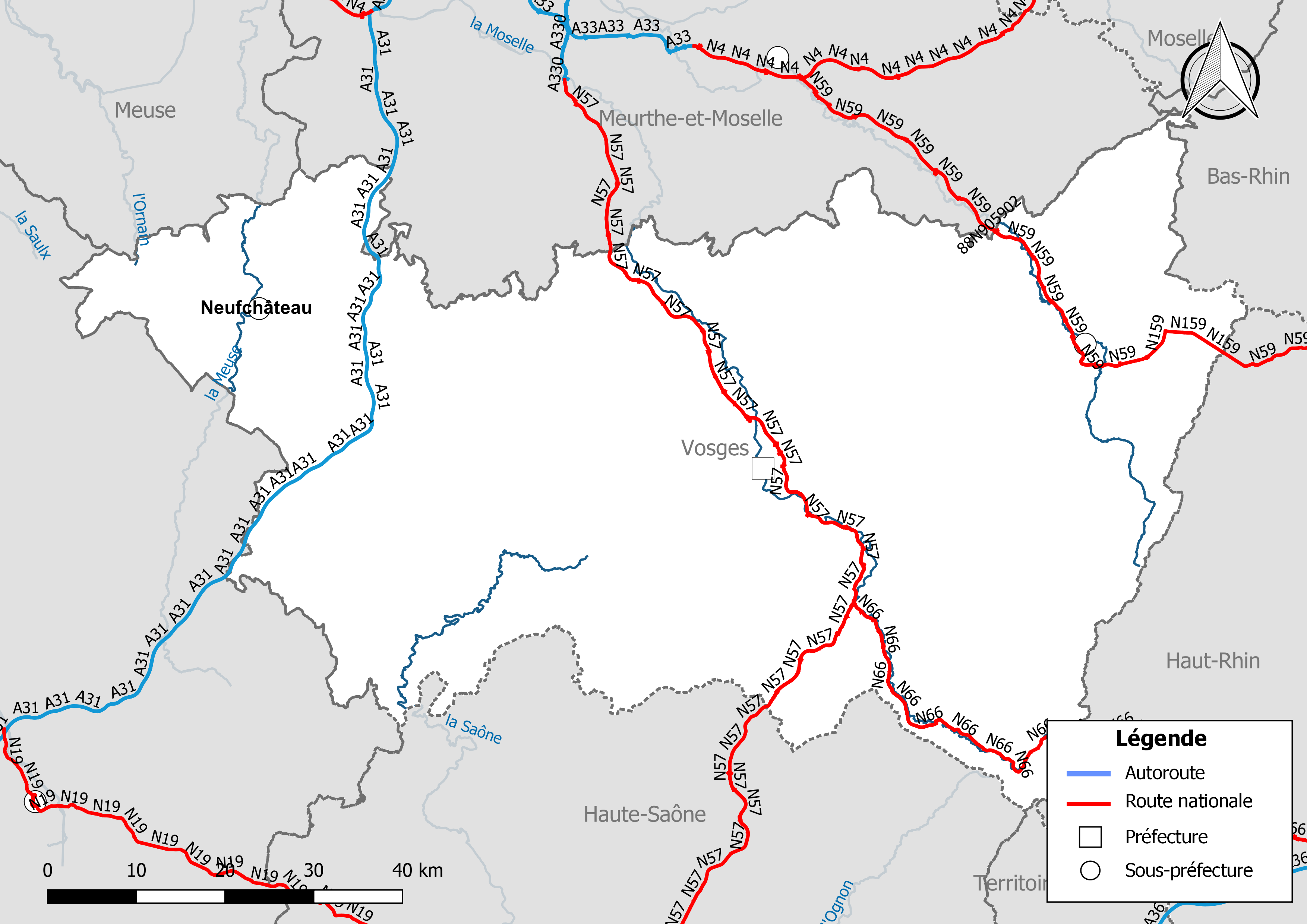
Routes nationales et autoroutes dans le département des Vosges. La RN57 suit un axe nord-sud.

- D33 - Rambervillers - Vincey
  -  Aire de service de Vincey (sens Sud/Nord) (Station-service Total)
- D157 - Nomexy - Châtel-sur-Moselle - ZI d'Épinal-Nomexy
- D6 - Nomexy - Mazeley - Frizon
- D41 - Igney - Oncourt
- C - Thaon-les-Vosges - Zi Inova 3000
- D62 - Thaon-les-Vosges - Centre (échangeur partiel, sens Sud/Nord)
- D166A - Vittel - Épinal Nord - Golbey - Chavelot - Neufchâteau - Dijon
  -  Aire de repos des Neuf Lieux (dans les deux sens)
- D46 - Épinal Le Saut-le-Cerf - Saint-Dié-des-Vosges - Rambervillers - Dogneville - Jeuxey - Centre Commercial Régional
- D420 - Épinal Centre - Colmar - Gérardmer - Bruyères - Centre des Congrès - Centre Hospitalier Emile Durkheim - Terres Saint-Jean
- C3 - Épinal Razimont - Chenimenil
  -  Aire de repos de la Calotine (sens  Sud/Nord)
- D157 - Épinal Saint-Laurent - Dinozé - Arches - American Cemetery
- D159 - Cheniménil - Jarménil - Pouxeux - Bruyeres - Rambervillers
- D42c - Éloyes (échangeur partiel, sens Nord/Sud)
  -  Aire de service de Peuxy (sens Sud/Nord) (Station-service Agip)
- D157 - Saint-Nabord Peuxy - Saint-Nabord ZI - Éloyes (échangeur partiel)
- D157 - Saint-Nabord Longuet (échangeur partiel)
- D157 - Saint-Nabord Centre (échangeur partiel)
  -  Aire de service de la Croix Saint-Jacques (sens Nord/Sud) (Station-service Total)
  -  Aire de repos de Ranfaing (sens  Sud/Nord)
- Échangeur entre N57 et N66 - Mulhouse - Ballon d'Alsace - Rupt-sur-Moselle - Gérardmer - Le Thillot - ZA du Choisy
- D466 - Remiremont - Saint-Nabord Centre
- D3 - Remiremont - Saint-Nabord Fallières - Xertigny - Bellefontaine
- D157 - La Demoiselle - Olichamp
- D157 - Plombières-les-Bains
- D20 - Le Val-d'Ajol - Plombières-lès-Bains

### En Haute-Saône

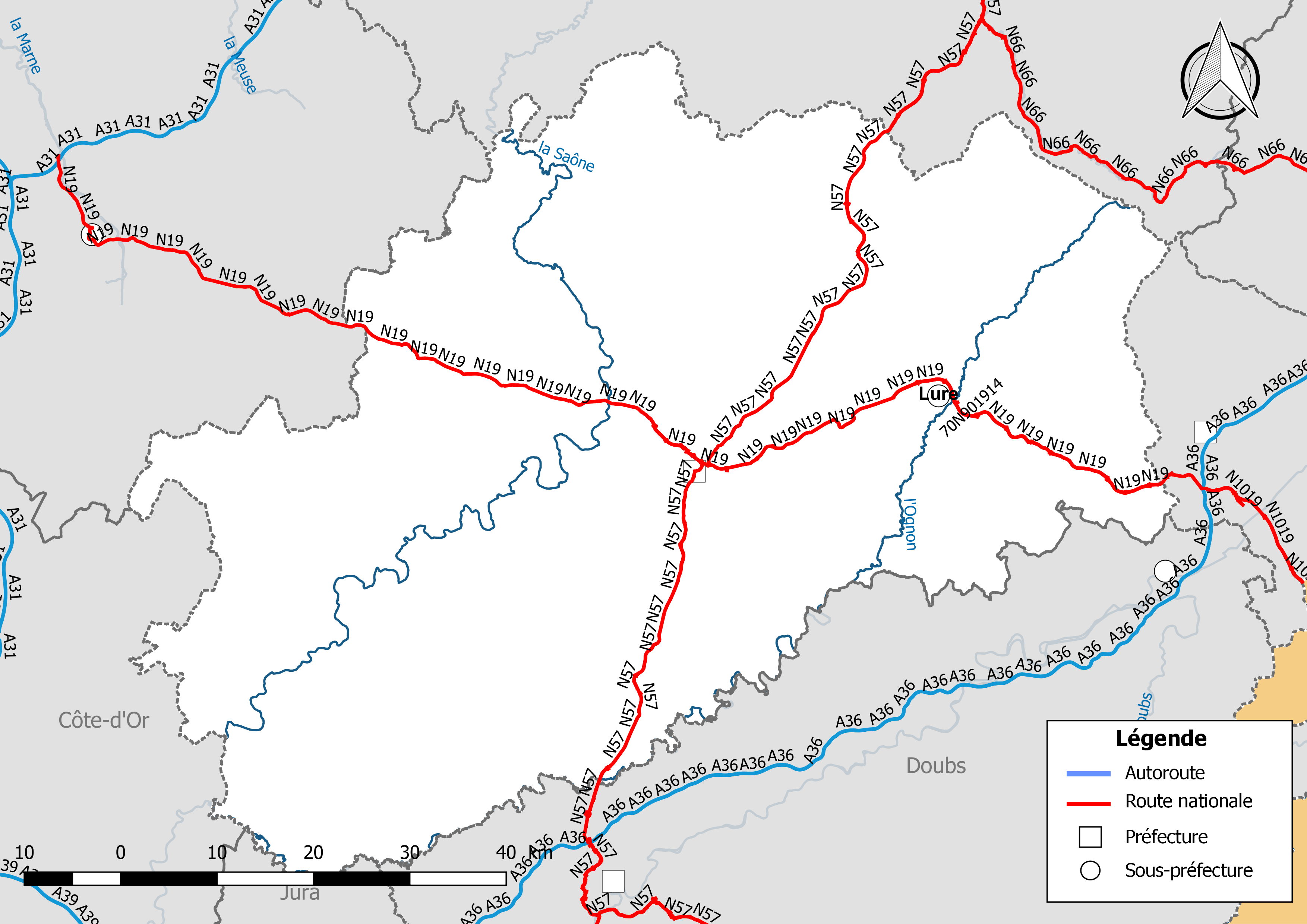
Routes nationales et autoroutes en Haute-Saône. La RN57 suit un axe nord-sud.

- En projet de la frontière Grand-Est / Bourgogne-Franche-Comté jusqu'au sud de Fougerolles (avec la  D57d Fougerolles Nord).

- 36 - Saint-Loup-sur-Semouse - Fontaine-lès-Luxeuil - Fougerolles Sud
- 37 - Saint-Valbert - Luxeuil-les-Bains Centre (Sens Nord - Sud)
- 38 - Luxeuil-les-Bains Zones d'Activités - Saint-Sauveur - Faucogney-et-la-Mer - Froideconche - Base aérienne 116 - Espace Commercial du Banney

- En projet entre Luxeuil-les-Bains et Vesoul : déclassement de l'axe passant par Saulx au profit de l'axe passant par Lure via la route départementale 64 déjà à 2x2 voies et de la route nationale 19 en cours de mise à 2x2 voies.

- Dénivellement du carrefour giratoire  D64 - Saint-Sauveur - Base aérienne 116 - Saulx

- D71 - Citers - Ailloncourt
- D134 - Quers - Franchevelle

- Échangeur entre D64 et N19 - Belfort - Lure-Est - Lure-Le Mortard

- D619 - Lure-Centre - Z.I. Tertre Landry

- Section en projet entre Lure et Vesoul ( 18 - Mollans /  19 - Calmoutier /  20 - Dampvalley-lès-Colombe)

- En projet  Échangeur entre N19 et N57

- En projet déviation Est de Vesoul entre Frotey-lès-Vesoul et Vellefaux.

- 44 - Velleguindry-et-Levrecey - Échenoz-le-Sec - Vellefaux
  -  Aire de repos d'Échenoz (dans les deux sens)

- En projet entre Authoison et Rioz

- 46 - Trésilley - Rioz
- 47 - Neuvelle-lès-Cromary - Rioz-Sud
- 48 - Cromary - They - Sorans-lès-Breurey
  - ( 48) -  Aire de repos de They (dans les deux sens)
- 49 - Boult - Voray-sur-l'Ognon

### Dans le Doubs

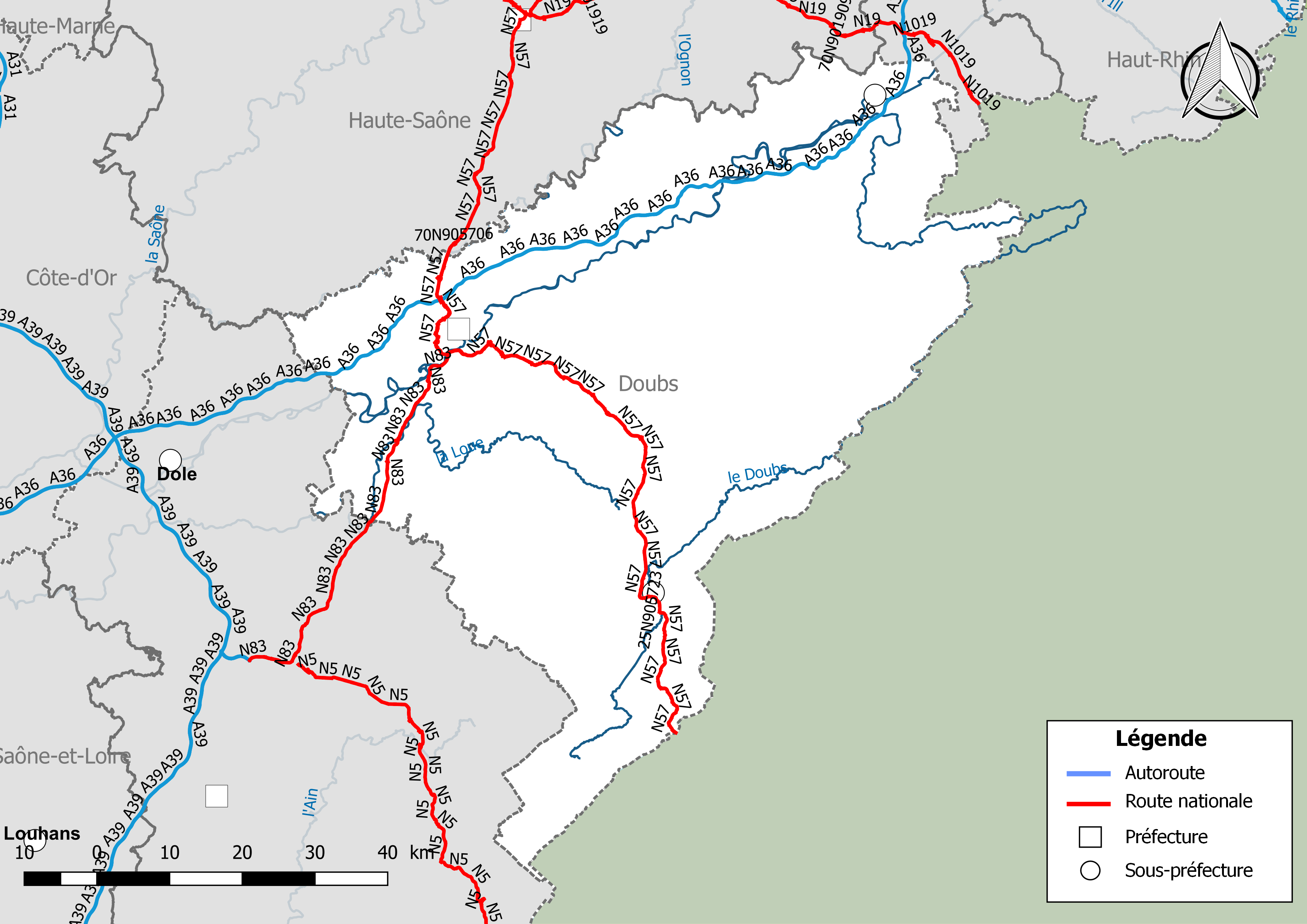
Routes nationales et autoroutes du Doubs. La RN57 suit un axe nord-sud.

- Traversée de Grand Besançon Métropole de la sortie 50 à la sortie 68 (de Châtillon-le-Duc au nord à Mamirolle au sud) 
  -  50 - Châtillon-le-Duc - Devecey (en construction)
  -  51 - Cussey-sur-l'Ognon - Geneuille - Les Auxons - Gare de Besançon-TGV
  -  52 - Miserey-Salines - École-Valentin nord
  -  53 - A36 - École-Valentin centre
  -  54 - Pirey - École-Valentin sud
  -  55 - Montbéliard - Besançon centre - Palente - Saint-Claude
  -  56 - Montrapon - Les Montboucons - Temis
  -  57 - Domaine universitaire
  -  58 - Pouilley-les-Vignes - ZI Trépillot - Complexe sportif
  -  59 - Saint-Ferjeux - Tilleroyes (échangeur partiel, sens Sud/Nord)
  -  60 - Montbéliard - Tilleroyes - Palente (échangeur partiel, sens Nord/Sud)
  -  61a - Dijon - Dole - Chaumont - Gray - Centre hospitalier régional universitaire de Besançon - Espace commercial Châteaufarine
  -  61b - Besançon Centre
  -  62 - Avanne-Aveney - Planoise - Polyclinique de Franche-Comté - Complexe sportif de la Malcombe - Micropolis
  - Tronçon ouest de la déviation de Besançon en projet
  -  65 - Nancray - Saône - Montfaucon - Morre - Maisons Comtoises de Nancray
  -  66 - Saône (échangeur partiel, sens Sud/Nord)
  -  67 - Ornans - Tarcenay - Vallée de la Loue - Aéroport de Besançon-La Vèze
    -  Aire de service de Mamirolle (sens Nord/Sud) (Station-service ELF)

  -  68 - Trépot - Le Gratteris - Mamirolle
- 69 - Naisey-les-Granges - Charbonnières-les-Sapins - L'Hôpital-du-Grosbois - Dino-Zoo du Doubs

- En projet entre Étalans et Nods

- 75 - Chasnans - Vanclans - Nods

- En projet entre Nods et Les Hôpitaux-Vieux

- 84 - Les Hôpitaux-Vieux - Les Hôpitaux-Neufs - Touillon-et-Loutelet

- En projet entre Les Hôpitaux-Neufs et la frontière suisse pour se connecter à l'Autoroute suisse A9

## Évolutions

### Dernières ouvertures
- 1987 : Création Rioz-SUD - Voray-sur-l'Ognon-NORD
- 1991 : Mise à 2x2 voies Vallerois-Lorioz - Vellefaux-NORD
- 1993 : Mise à 2x2 voies et contournement Rioz-NORD - Rioz-SUD
- 1994 : Mise à 2x2 voies et contournement Voray-sur-l'Ognon-NORD - Devecey
- 1995 : Mise à 2x2 voies et contournement Vellefaux-NORD - Vellefaux-SUD
- 13 juin 1996 : Doublement de la section sud de la déviation d'Épinal (7,6 km)[5].
- 21 septembre 1996 : Nouveau tracé à 2x2 voies entre Remiremont et la Demoiselle (4,2 km)[5].
- Décembre 1996 : Aménagement à 2 x 2 voies entre L'Hôpital-du-Grosbois et Étalans (3,1 km)[5]
- Septembre 1997 : Déviation de Nods à 2x2 voies (3,3 km)[5]
- 2001 : Déviation sud de Luxeuil-les-Bains et de Saint-Sauveur, partiellement à 2x2 voies (3,6 km)
- 2002 : Déviation des Hôpitaux-Vieux et des Hôpitaux-Neufs à 2x2 voies (3,7 km)
- 2003 : Rocade nord-ouest de Besançon, dite Voie des Montboucons
- 2004 : Nouveau tracé à 2x2 voies entre la Demoiselle et Plombières-les-Bains (6 km)
- 2008 : Déviation de la Gabiotte - Saint-Valbert entre Luxeuil et Fougerolles (1,4 km)
- 2009 : Modification de tracé avec création d'un pont vers Rioz en raison du passage de la LGV Rhin-Rhône branche Est
- 12 juillet 2011 : Déviation sud-ouest de Besançon, dite Voie des Mercureaux (6,8 km)
- 21 décembre 2011 : Déviation nord de Luxeuil-les-Bains[6] (4,3 km)
- Juillet 2013 : Doublement de la déviation de Plombières-les-Bains (5,5 km)
- 9 mai 2017 : Déviation de Saulx en 2x1 voies (3 km)
- 20 décembre 2017 : Sorans-lès-Breurey / Voray-sur-l'Ognon (4,8 km)
- 25 février 2020 : Rioz / Sorans-lès-Breurey (4,8 km)
- 10 novembre 2020 : Les Auxons / École-Valentin nord (3,6 km)
- 11 mars 2021 : Vellefaux / Authoison[7] (2,5 km)
- 29 novembre 2024 : Déviation à 2x2 voies du hameau de Cayenne, au Nord de Besançon Devecey / École-Valentin (2 km)[8].

### Constructions et projets actuels
Aménagements en cours
Projets
- Doublement de la déviation de Fougerolles sur 4,4 km[9] (début des travaux vers 2026).
- Doublement de la déviation de Luxeuil-les-Bains sur 2,3 km[9] (début des travaux vers 2026).
- Création d'une 2x2 voies entre Authoison et Rioz nord[10].
- Aménagement de l'entrée sud de Pontarlier [11].
- Achèvement de la mise à 2 x 2 voies de la déviation de Besançon entre le secteur de l'Amitié et les giratoires de Beure[12].
- Création de la déviation de Jougne et du hameau de La Ferrière-sous-Jougne en 2x2 voies.